# Champion (kämpe)
Champion (av latin: campio, "kämpe") är en sportsman som innehar mästerskap inom någon sportgren. 

## Äldre betydelse
Champion var det medeltida begrepp i Frankrike och senare England som avsåg en utvald eller personlig kämpe å annans vägnar, ofta mot en på förhand utfäst belöning, vilken i envig företrädde den ene av parterna, om denne på grund av kön, ålder eller vanförhet var ur stånd att själv deltaga. De som utövade detta yrke hörde vanligen till de lägsta klasserna i samhället och ansågs som ärelösa. De bar en läderklädnad och särskilt föreskrivna vapen och fick ej kämpa till häst eller visa sig inom skrankorna utan rakat huvud.
I svenskan och bland annat tyskan saknas ett vedertaget ord för denna typ av särskilda kämpe, ibland bara kallad personlig kämpe, slagskämpe, förkämpe (företrädande kämpe) eller dito. När den franska riddarromanen Yvain ou le Chevalier au lion (svensk titel: Herr Ivan lejonriddaren), skriven runt 1180, översattes till fornnordiska för den norska kungen Håkon Håkonsson under 1200-talet (fornnordisk titel: Ívens saga), översattes fornfranskans champion till fornnordiskans berserkr (bärsärk), då bärsärkar ofta agerade personlig kämpe åt konungar och dito.
I en senare tid betecknades med champion en riddare, som trädde inom skrankorna för att försvara en förolämpad dam, ett barn och så vidare. Ännu förekommer vid den engelske regentens kröning den seden att en så kallad champion utmanar till strid var och en, som inte erkänner den nye konungen (drottningen) såsom laglig suverän över hela det brittiska väldet.